# Eulithis aurantior
Eulithis aurantior är en fjärilsart som beskrevs av Barend J. Lempke 1950. Eulithis aurantior ingår i släktet Eulithis och familjen mätare. Inga underarter finns listade i Catalogue of Life.